# Ceratocapsus modestus
Ceratocapsus modestus är en insektsart som först beskrevs av Philip Reese Uhler 1887.  Ceratocapsus modestus ingår i släktet Ceratocapsus och familjen ängsskinnbaggar. Inga underarter finns listade i Catalogue of Life.